# Tommaso Salvadori
Adelardo Tommaso Salvadori Paleotti, född den 30 september 1835 i Porto San Giorgio, död den 9 oktober 1923 i Turin, var en italiensk greve, zoolog och ornitolog.

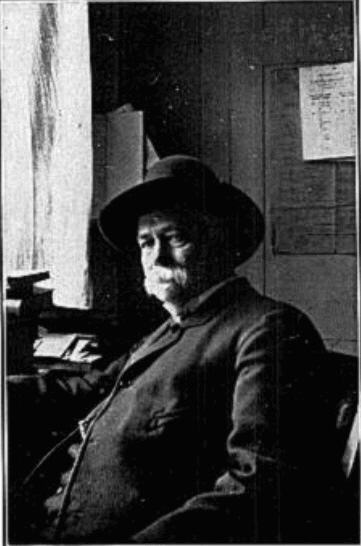

Salvadori blev tidigt intresserad av fåglar och publicerade en bok om fåglarna på Sardinien 1862. Han studerade sedan medicin i Pisa och Rom. Han deltog i Garibaldis militärexpedition till Sicilien, och tjänstgjorde som medicinsk officer.
Han blev assistent på zoologimuseet 1863, och blev vicedirektör på Turins naturhistoriska museum 1879. Han var specialist på Asiens fåglar. År 1880 reste han till British museum i London för att arbeta med deras kataloger.
Bland annat ödlan Varanus salvadorii är uppkallad efter honom. Han publicerade så mycket som 300 artiklar i ornitologi.